# Prosopographisches Lexikon der Palaiologenzeit
Prosopographisches Lexikon der Palaiologenzeit, abreviado PLP (en alemán, «Léxico prosopográfico de la era de los paleólogos»), es una obra de referencia en idioma alemán sobre las personas relevantes de los últimos dos siglos del Imperio bizantino, desde 1261 hasta la caída de Constantinopla en 1453, cuando el imperio fue gobernado por la dinastía Paleólogo. El trabajo es una fuente completa de biografías y genealogía no solo de los griegos bizantinos sino también de búlgaros, serbios, albaneses, turcos y otros pueblos que interactuaron con el Imperio bizantino en esa época.
Fue publicado entre 1976 y 1996 por la Academia de Ciencias de Austria, bajo la dirección de Erich Trapp, con la colaboración de Rainer Walther, Hans-Veit Beyer, Katja Sturm-Schnabl, Ewald Kislinger, Sokrates Kaplaneres y Ioannis Leontiadis. Consta de 15 volúmenes: 12 volúmenes principales, dos de apéndices y erratas, y uno de índice. En 2001, el PLP se lanzó en línea como un servicio basado en suscripción y un CD.